# 凌烟阁二十四功臣
凌煙閣二十四功臣是24位唐朝初年名臣的總稱。
唐朝贞观十七年二月廿八日戊申（643年3月23日），唐太宗李世民「為人君者，驅駕英材，推心待士」，为怀念当初一同打天下的諸多功臣，命閻立本在凌煙阁内描绘了二十四位功臣的畫像，是為《二十四功臣圖》，比例皆真人大小，畫像均面北而立，太宗时常前往怀旧。閣中分為三層：最內一層所畫為功勳最高的宰輔之臣；中間一層所畫為功高王侯之臣；最外一層所畫則為其他功臣。這二十四位功臣包括房玄齡、杜如晦、長孫無忌、魏、尉遲敬德、李孝恭、高士廉、李靖、蕭瑀、段志玄、劉弘基、屈突通、殷開山、柴紹、長孫順德、張亮、侯君集、張公谨、程知節、虞世南、劉政會、唐儉、李世勣和秦叔寶二十四人。但值得一提的是，事實上，太宗以後的皇帝有不少還是有陸陸續續將功臣繪入凌煙閣，以致最後共有一百多人入閣；甚至也有像程元振、魚朝恩這樣的宦官入閣。
当时唐太宗已經垂垂老矣，開國功臣大多凋零，看着当年老部下的图像，總在不知不觉间潸然淚下。貞觀十八年（644年），太宗對於諸多大臣有些評語：「長孫無忌善避嫌疑，應物敏速，決斷事理，古人不過；而總兵攻戰非其所長。高士廉涉獵古今，心術明達，臨難不改節，當官無朋黨；所乏者骨鯁規諫。唐儉言辭辯捷，善和解人；事朕三十年，遂無言及於獻替。楊師道性行純和，自無愆違；而情實怯懦，媛急不可得力。岑文本性質敦厚，文章華贍；而恃論恒據經遠，自當不負於物。劉洎性最堅貞，有利益；然其意尚然諾，私於朋友。馬周見事敏速，性甚貞正，論量人物，直道而言，朕比任使，多能稱意。」「於今名將，惟李世勣、李道宗、薛萬徹三人而已。世勣、道宗不能大勝，亦不能大敗；萬徹非大勝則大敗。」

## 凌煙閣二十四功臣
| 姓名     | 在世時間     | 歷任唐皇帝       | 身故 | 绘图时官爵                             |
| -------- | ------------ | ---------------- | --- | -------------------------------------- |
| 長孫無忌 | 594年－659年 | 高祖、太宗、高宗 | 永徽六年（655年），遭誣謀反，高宗削無忌爵，流黔州。 显庆四年（659年），高宗令其自縊。年六十六。              | 司徒、赵国公                           |
| 李孝恭   | 591年－640年 | 高祖、太宗       | 貞觀十四年（640年），暴病身亡，享年五十歲。                                                                  | 故司空、扬州都督、河间元王             |
| 杜如晦   | 585年－630年 | 高祖、太宗       | 貞觀四年（630年），五月六日，病重而死，年僅四十六。                                                          | 故司空、莱国成公                       |
| 魏徵     | 580年－643年 | 高祖、太宗       | 貞觀十七年（643年），元月二十三日，病逝。年六十四。                                                          | 故司空、相州都督、太子太师、郑国文贞公 |
| 房玄齡   | 579年－648年 | 高祖、太宗       | 貞觀二十二年（648年），八月十八日，病逝。年七十。                                                            | 司空、梁国公                           |
| 高士廉   | 575年－647年 | 高祖、太宗       | 貞觀二十一年（647年），二月十四日，病逝。年七十三。                                                          | 开府仪同三司、尚书右仆射、申国公       |
| 尉遲敬德 | 585年－658年 | 高祖、太宗、高宗 | 顯慶三年（658年），病逝。年七十四。                                                                          | 开府仪同三司、鄂国公                   |
| 李靖     | 571年－649年 | 高祖、太宗       | 貞觀二十三年（649年），七月二日，病逝。年七十九。                                                            | 特进、卫国公                           |
| 蕭瑀     | 575年－648年 | 高祖、太宗       | 貞觀二十二年（648年），七月十九日，病逝。年七十四。                                                          | 特进、宋国公                           |
| 段志玄   | 598年－642年 | 高祖、太宗       | 貞觀十六年（642年），病逝。年僅四十五。                                                                      | 故辅国大将军、扬州都督、褒国忠壮公     |
| 劉弘基   | 582年－650年 | 高祖、太宗、高宗 | 永徽元年（650年），病逝。年六十九。                                                                          | 辅国大将军、夔国公                     |
| 屈突通   | 557年－628年 | 高祖、太宗       | 貞觀二年（628），病逝。年七十二。                                                                            | 故尚书左仆射、蒋国忠公                 |
| 殷開山   | 570年－622年 | 高祖             | 武德六年（622年），病逝。年五十三。                                                                          | 故陕东道行台右仆射、郧国节公           |
| 柴紹     | 588年－638年 | 高祖、太宗       | 貞觀十二年（638年），病逝。年五十一。                                                                        | 故荆州都督、谯国襄公                   |
| 長孫順德 | 565年－631年 | 高祖、太宗       | 居官貪婪，因与叛臣李孝常交通被免官，貞觀五年（631年），病死。年六十七。                                      | 故荆州都督、邳国襄公                   |
| 張亮     | 569年－646年 | 高祖、太宗       | 貞觀二十年（646年），四月十七日，意圖不軌，在長安西市處斬。年七十八。                                        | 洛州都督、郧国公                       |
| 侯君集   | 573年－643年 | 高祖、太宗       | 貞觀十七年（643年），因參與太子李承乾謀反，於四月二十九日，在市場處斬。年七十一。                            | 光禄大夫、吏部尚书、陈国公             |
| 張公謹   | 594年－632年 | 高祖、太宗       | 貞觀六年（632年），五月二日，病逝，享年三十九。                                                              | 故左骁卫大将军、郯国襄公               |
| 程知節   | 589年－665年 | 高祖、太宗、高宗 | 麟德二年（665年），二月二十六日，病逝。年七十七。                                                            | 左领军大将军、卢国公                   |
| 虞世南   | 558年－638年 | 高祖、太宗       | 貞觀十二年（638年），七月十一日，病逝。年八十一。                                                            | 故礼部尚书、永兴县文懿公               |
| 劉政會   | 569年－635年 | 高祖、太宗       | 貞觀九年（635年），病逝。年六十七。                                                                          | 故户部尚书、渝国襄公                   |
| 唐儉     | 579年－656年 | 高祖、太宗、高宗 | 顯慶元年（656年），病逝。年七十八。                                                                          | 光禄大夫、户部尚书、莒国公             |
| 李勣     | 594年－669年 | 高祖、太宗、高宗 | 總章二年（669年），十二月三十一日，病逝。年七十六。 孫徐敬業反對武則天，發動起事，被族誅，李勣也被剖棺戮屍。 | 光禄大夫、兵部尚书、英国公             |
| 秦瓊     | 571年－638年 | 高祖、太宗       | 貞觀十二年（638年），病逝，年六十七。                                                                        | 故徐州都督、胡国壮公                   |

大中年间续录功臣

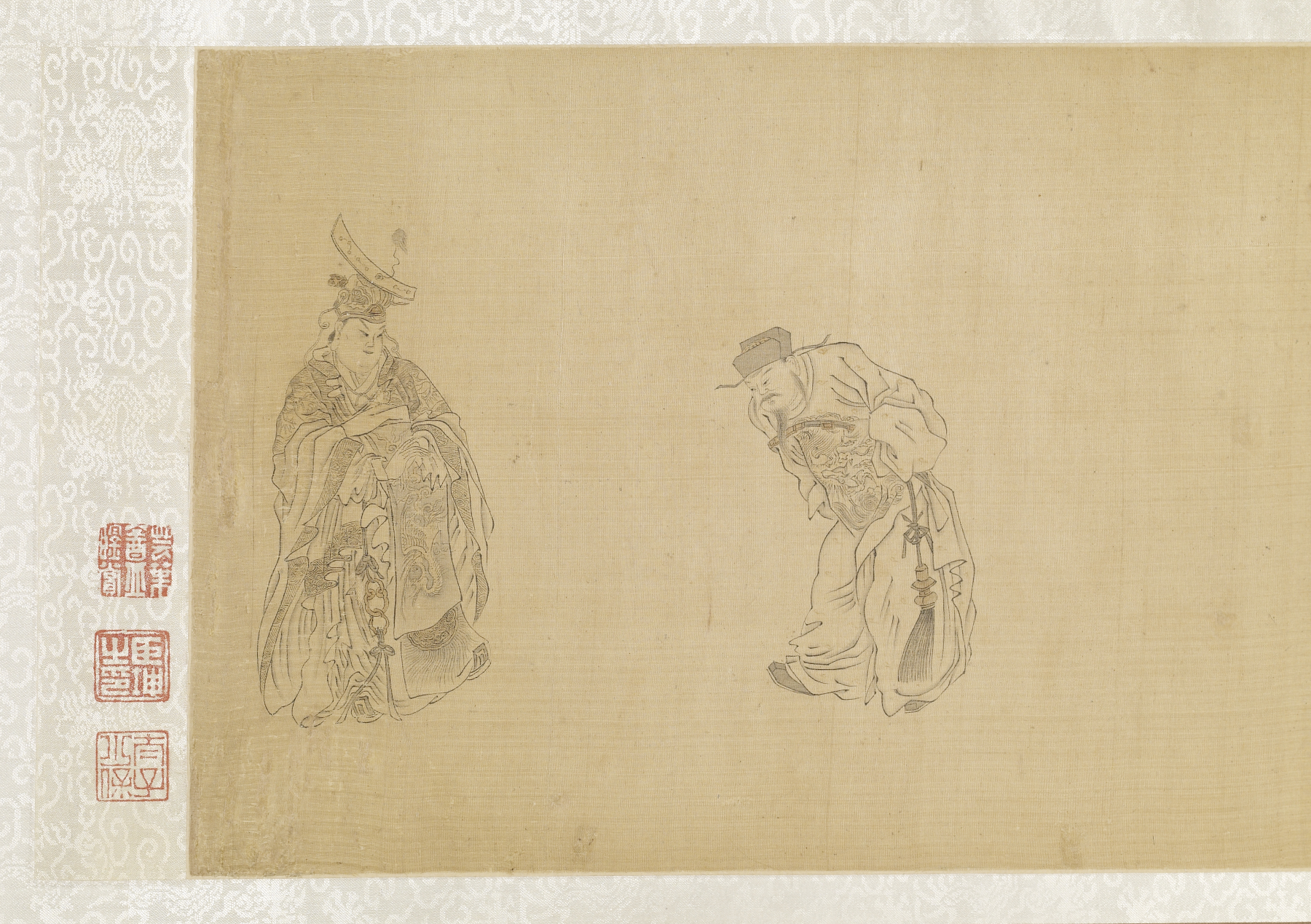
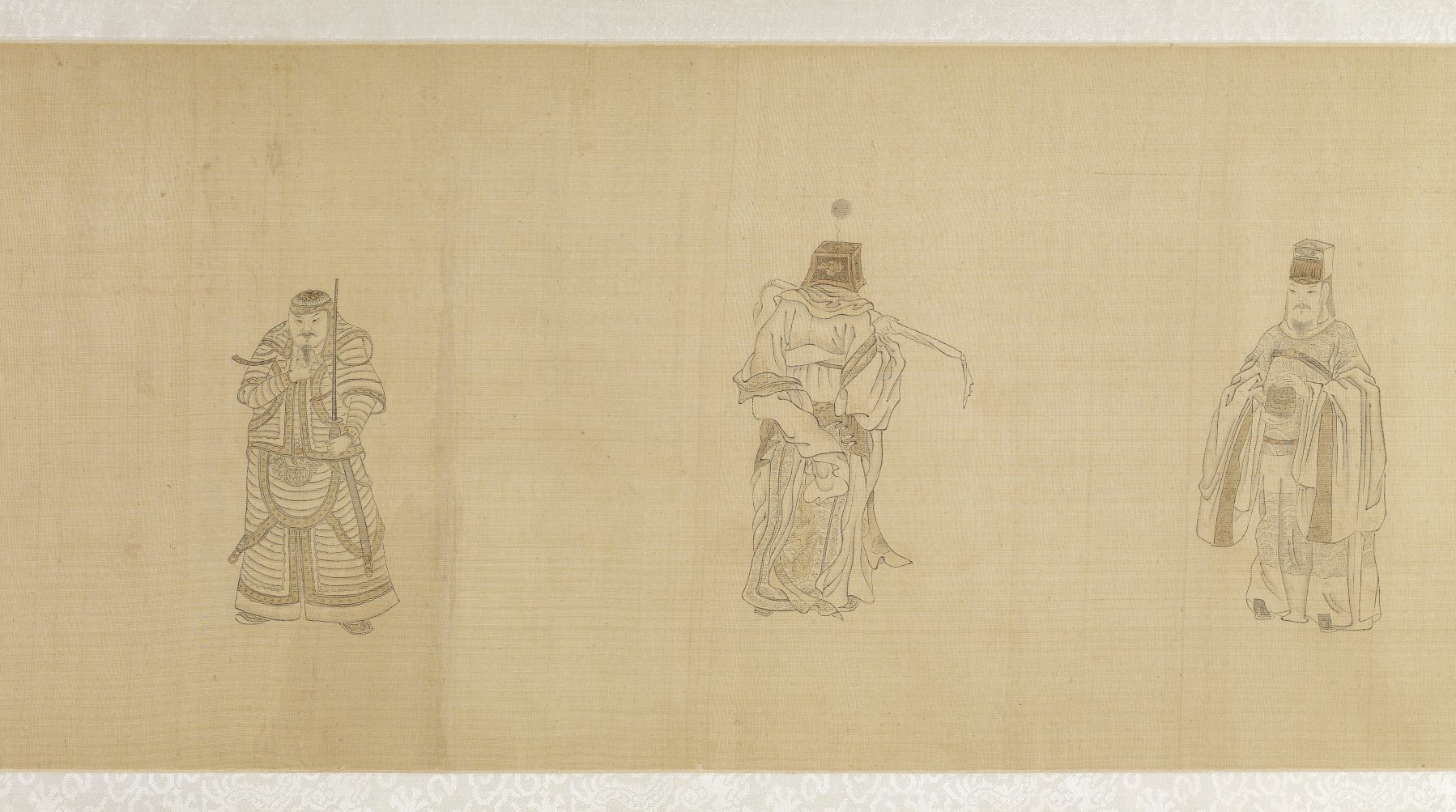
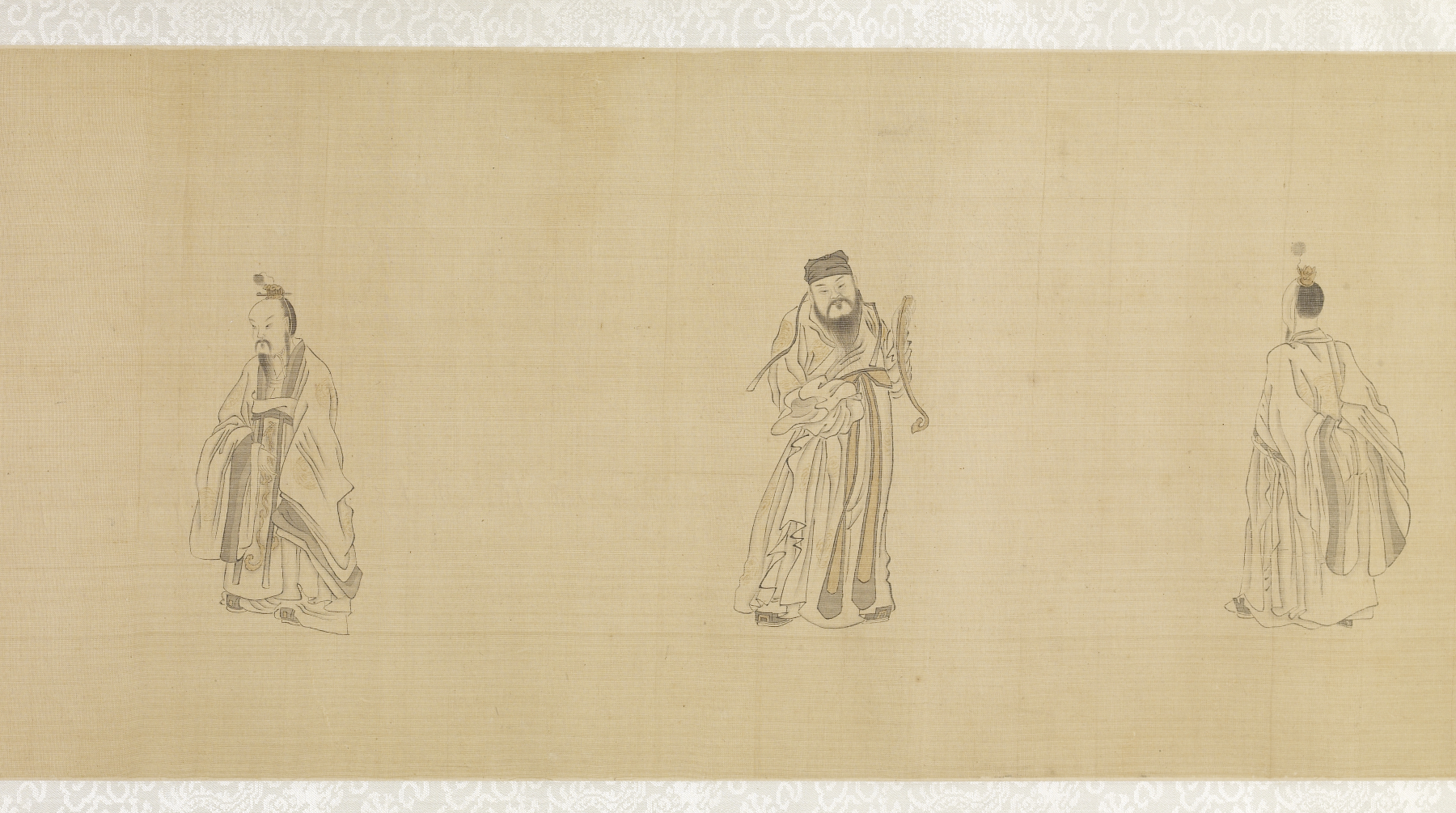
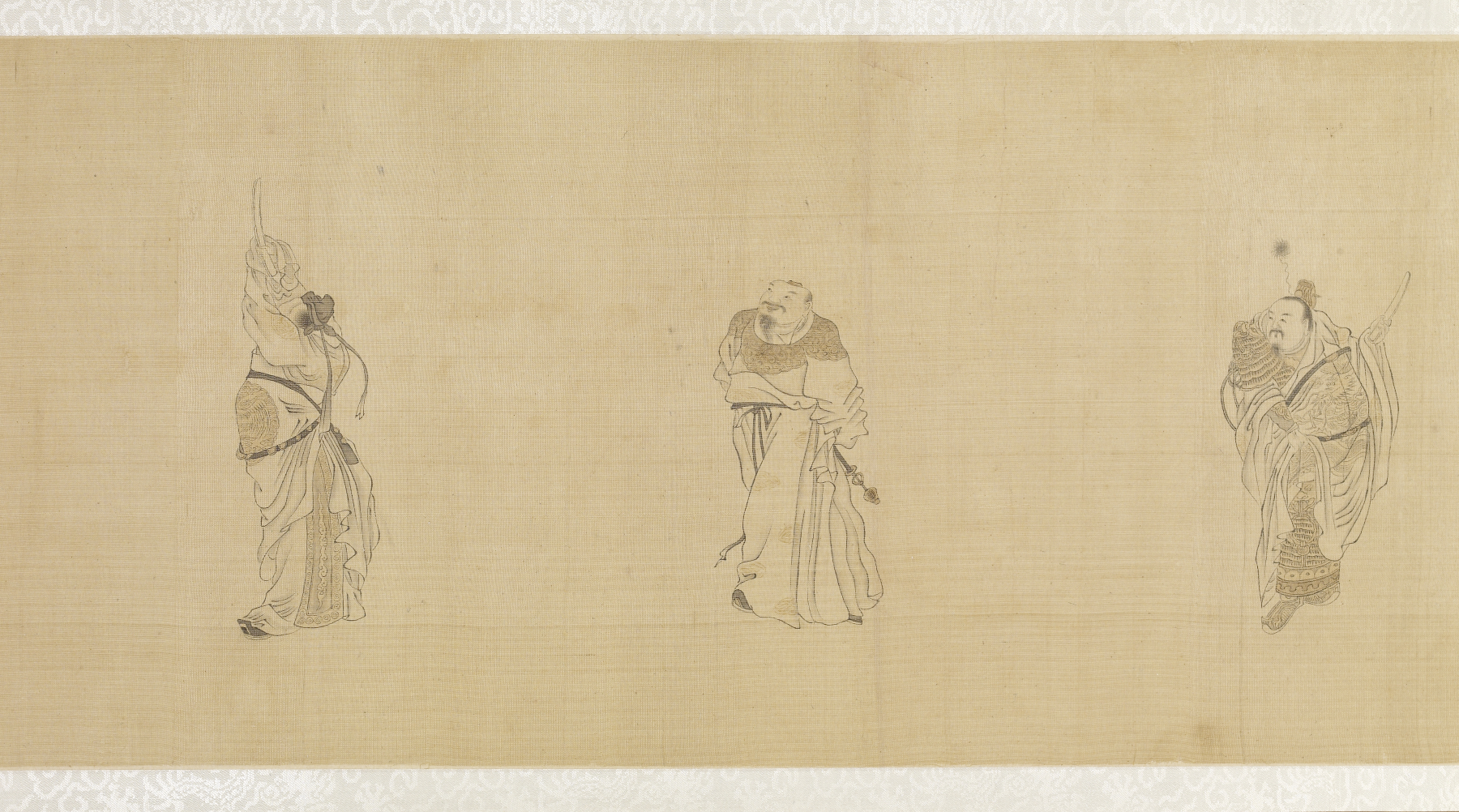
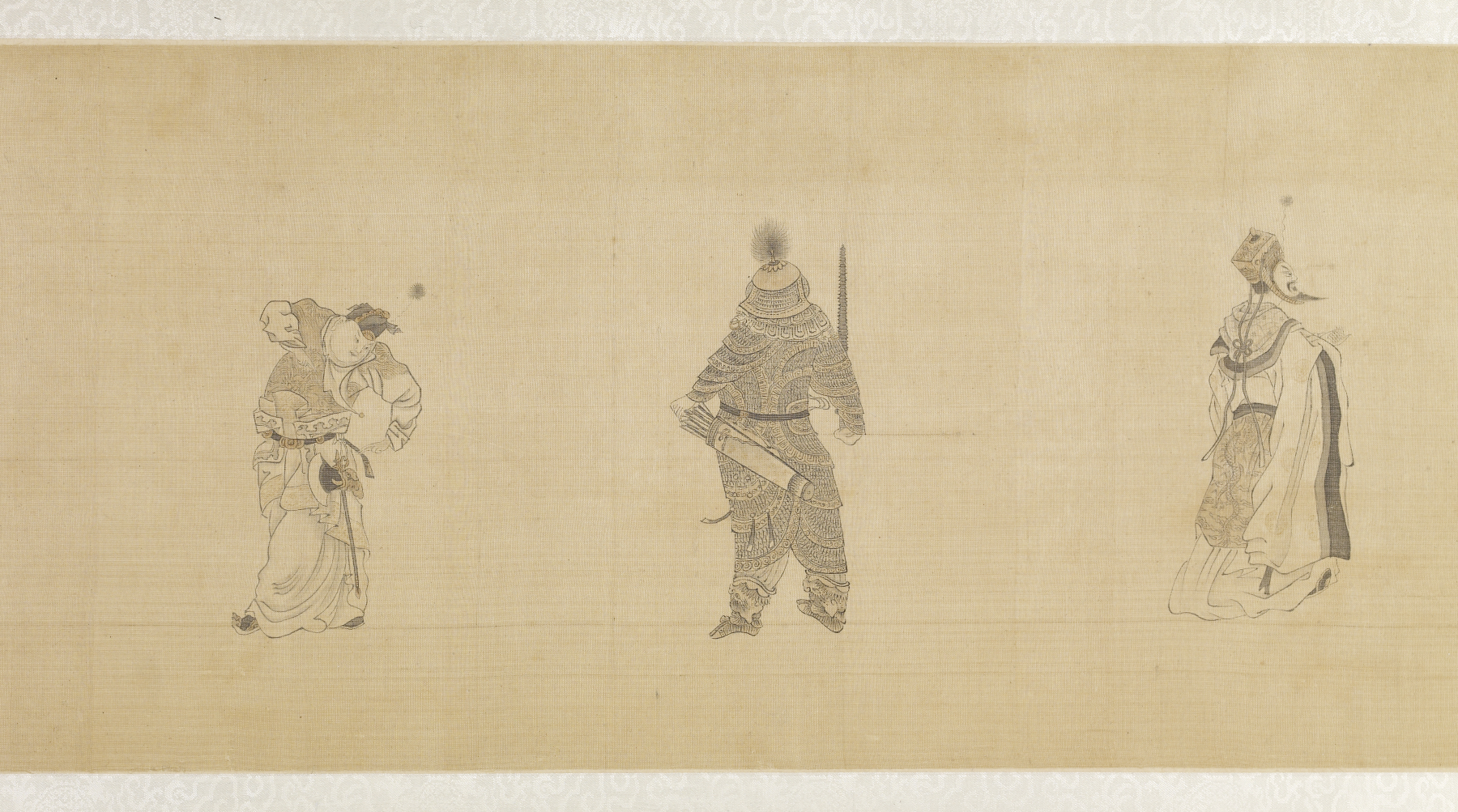
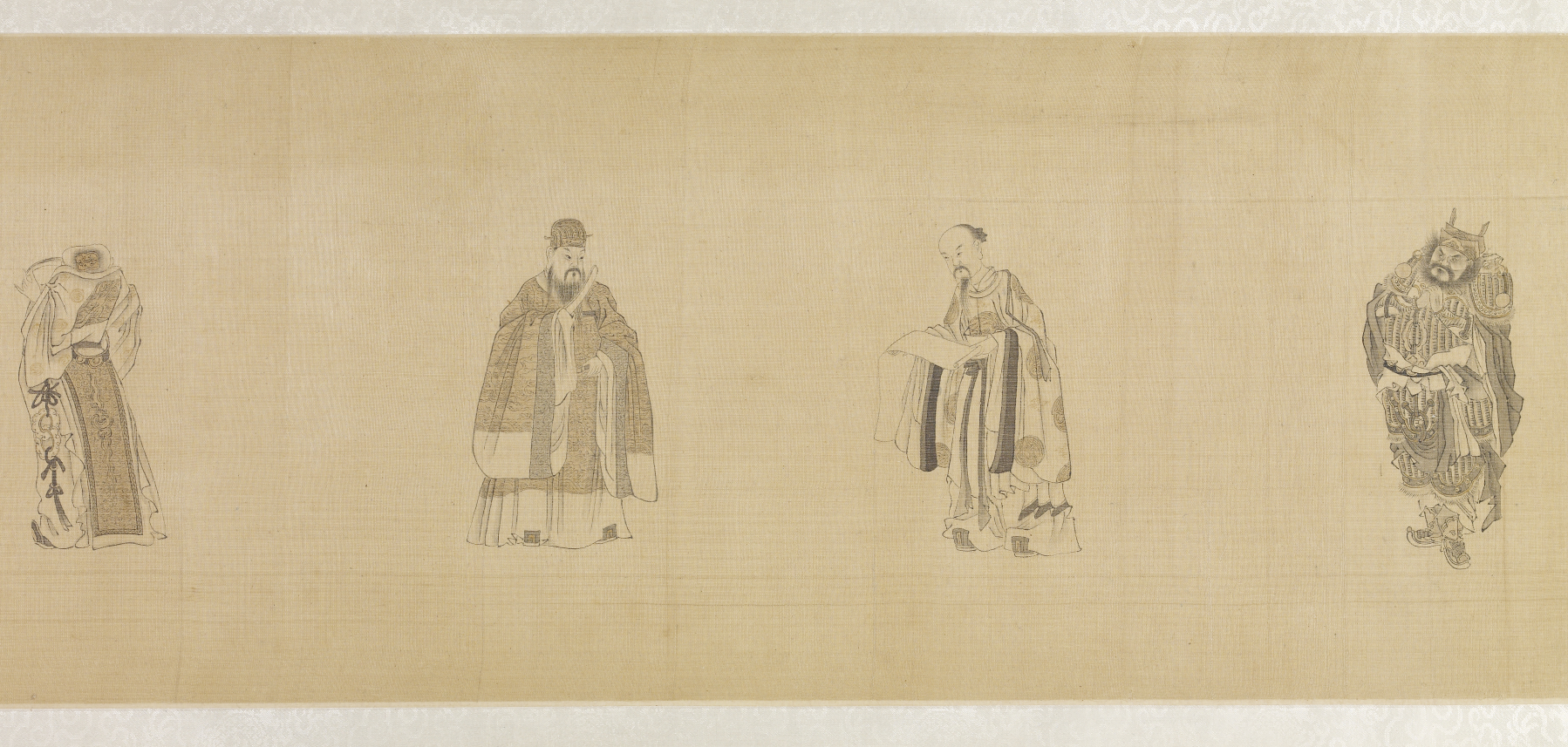
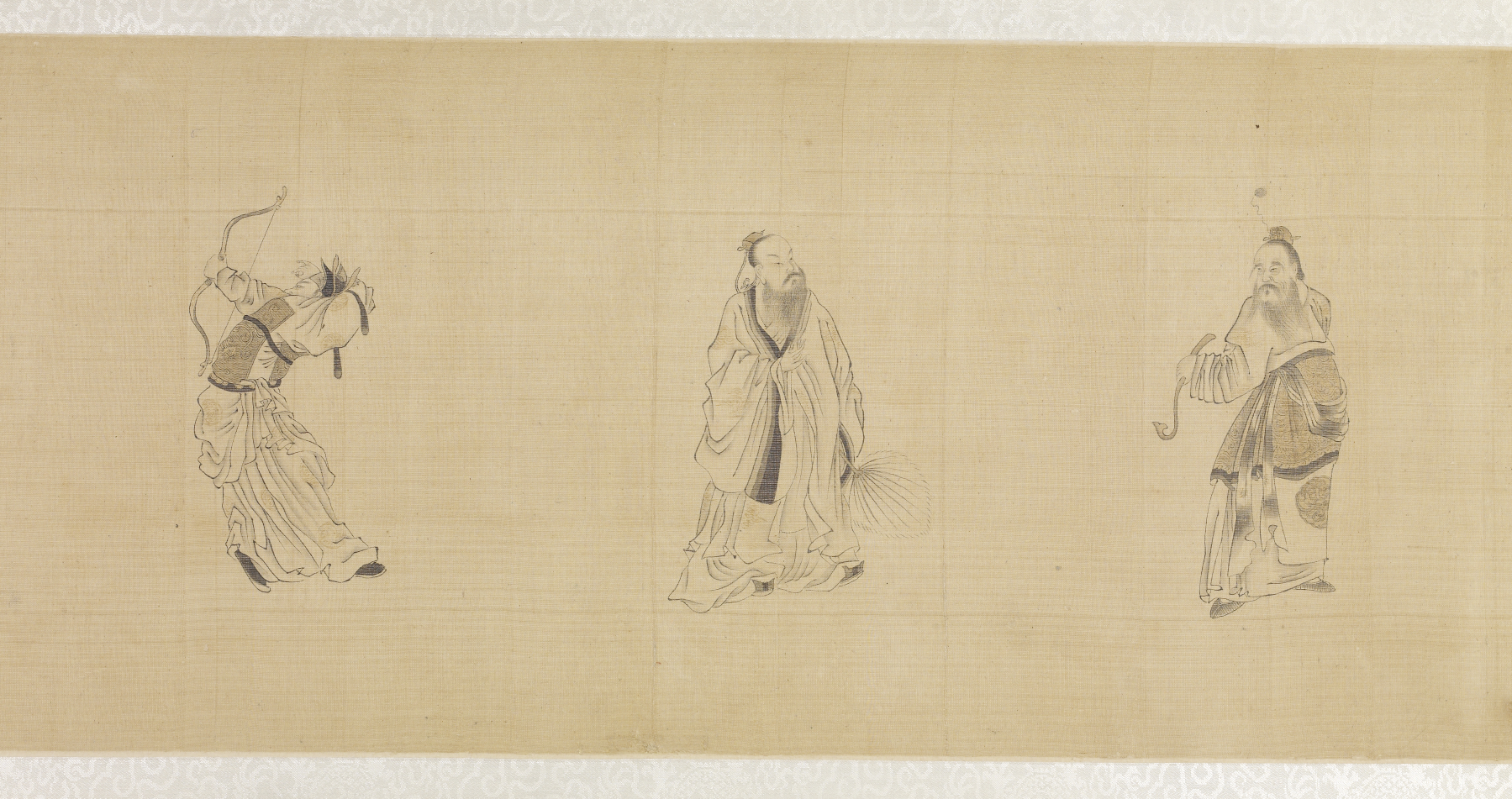
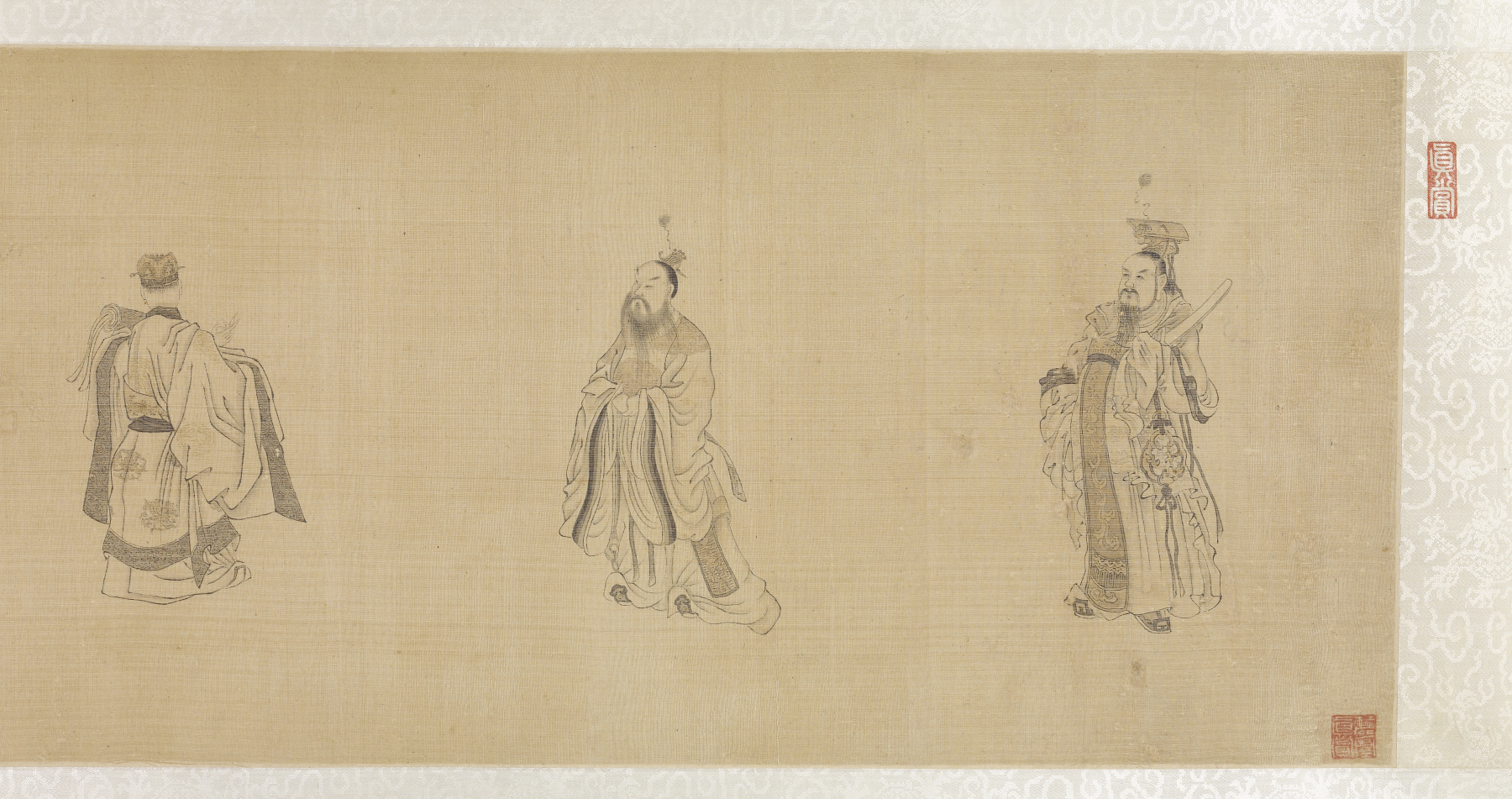

- 李岘、王珪、戴胄、马周、褚遂良、韩瑗、郝处俊、娄师德、王及善、朱敬则、魏知古、陆象先、张九龄、裴寂、刘文静、苏烈、张柬之、袁恕己、崔玄暐、桓彦范、刘幽求、郭元振、房琯、袁履谦、李嗣业、张巡、许远、卢弈、南霁云、萧华、张镐、李勉、张镒、萧复、柳浑、贾耽、马燧、李憕